# Montse Fajardo
Montse Fajardo Pérez (Villagarcía de Arosa, 27 de abril de 1973) es una periodista y escritora española.

## Biografía y trayectoria
Se licenció en Ciencias Políticas y de la Administración y tiene un máster en Derecho de las Administraciones e Instituciones Públicas. Trabajó en O Salnés Siradella, Radio Ames, Diario de Arousa y Faro de Vigo, y colabora en varios programas de radio.
Formó parte y coordinó el equipo del programa A memoria das mulleres (La memoria de las mujeres), promovido por la Concejalía de Patrimonio Histórico del Ayuntamiento de Pontevedra entre los años 2013 y 2021.Después fue técnica de memoria histórica en la Diputación de Pontevedra. 
Dio a conocer en centros educativos las consecuencias del golpe de Estado de 1936 en Galicia con la charla La represión sobre las mujeres tras el golpe de Estado del 36.
Tomó conciencia de la conexión entre la represión franquista y la impunidad durante su niñez, escuchando a su abuela materna, hablando de los tiempos de la guerra civil y de toda la transmisión familiar de represión silenciada por el miedo a la posguerra. Años después centró su interés hacia la investigación y la recuperación de la memoria histórica desde una perspectiva feminista, poniendo el foco en los testimonios de mujeres que fueron relegados a un segundo plano.
Tras cuatro años de investigación, autoeditó su primer libro: Matriarcas. Mulleres en pé de vida, (Matriarcas. Mujeres en pie de vida). A través de las entrevistas realizadas a diez mujeres de diversos puntos de Galicia, quiso dar voz a quienes fueron las grandes olvidadas de su tiempo, las mujeres y el matriarcado que protagonizaron sosteniendo la sociedad gallega de la posguerra. Como ella explicó:

Son emigrantes, viudas de vivos, huérfanas de la guerra, hijas de hogares más pocilga que casa, que se vieron obligadas a trabajar sin descanso para sacar adelante a sus familias, la mayor parte de las veces sin ayuda de un hombre.

Su segundo libro, Un cesto de mazás. Memoria das vítimas do 36 e do tempo que veu (Un cesto de manzanas. Memoria de las víctimas del 36 y del tiempo que vino), siguiendo con la metodología del primero, es otro ejemplo de cómo las fuentes orales son materia prima para hacer historia –aunque muchas veces subestimada– y también para hacer memoria y justicia. Como indica el historiador Pepe Álvarez Castro, Fajardo afirma en su prólogo que es verdad, que ella está de un único lado, del de las víctimas, de todas las víctimas, del único lado en que podría estar: el de las silenciadas.
En Invisibles, Fajardo da todo el protagonismo a las mujeres de sus relatos, visibilizando las distintas tipologías de maltrato sufrido, físico, psicológico y hasta el asesinato en manos de hombres maltratadores. Además, destaca un cuidado especial sobre las criaturas que viven estas situaciones y señala las conductas que acaban llevando a la problemática de la violencia machista, para identificarlas.
Con motivo del Día das Letras Galegas y desde el Ayuntamiento de Pontevedra Fajardo escribió O escalón de Ulises. A Pontevedra dos afectos de María Victoria Moreno, a mestra que escribía libros, como homenaje a la escritora María Victoria Moreno, galardonada en 2017. Se trata de un recorrido por los espacios que Moreno solía frecuentar, participando de la vida social y política de Pontevedra, a través de diferentes testimonios.
Fajardo estaba realizando una recopilación de datos para otro trabajo cuando descubrió que las cartas de Virxinia Pereira Renda con el escritor Ramón Otero Pedrayo, daban muestras precisas de su posicionamiento social y político. La escritora decidió escribir su biografía para recuperar la figura de una mujer comprometida y con ideales propios incluso antes de casarse con Alfonso Daniel Rodríguez Castelao.
En 2020 entró en la directiva de la Asociación de Escritoras y Escritores en Lengua Gallega.
Dentro del proyecto O pasado por vir, del Departamento de Memoria Histórica de la Diputación de Pontevedra,participó en la elaboración del documental Acorda (2021), que inició la cartografía musical de la memoria histórica de Pontevedra, con el objetivo de dar a conocer lugares y hechos relacionados con la represión franquista en la provincia a través de la música.
En la segunda entrega Acordamos (2023), Fajardo cuenta que se habla de la lucha antiforal, con la historia de mártires de Sobredo que fueron Cándida Rodríguez, de Pazos de Reis, Joaquín Estévez, de Soutelo de Montes y Venancio González, de Budiño, a quienes asesinaron el 28 de noviembre de 1922 en la parroquia tudense de Guillarei.

## Obra

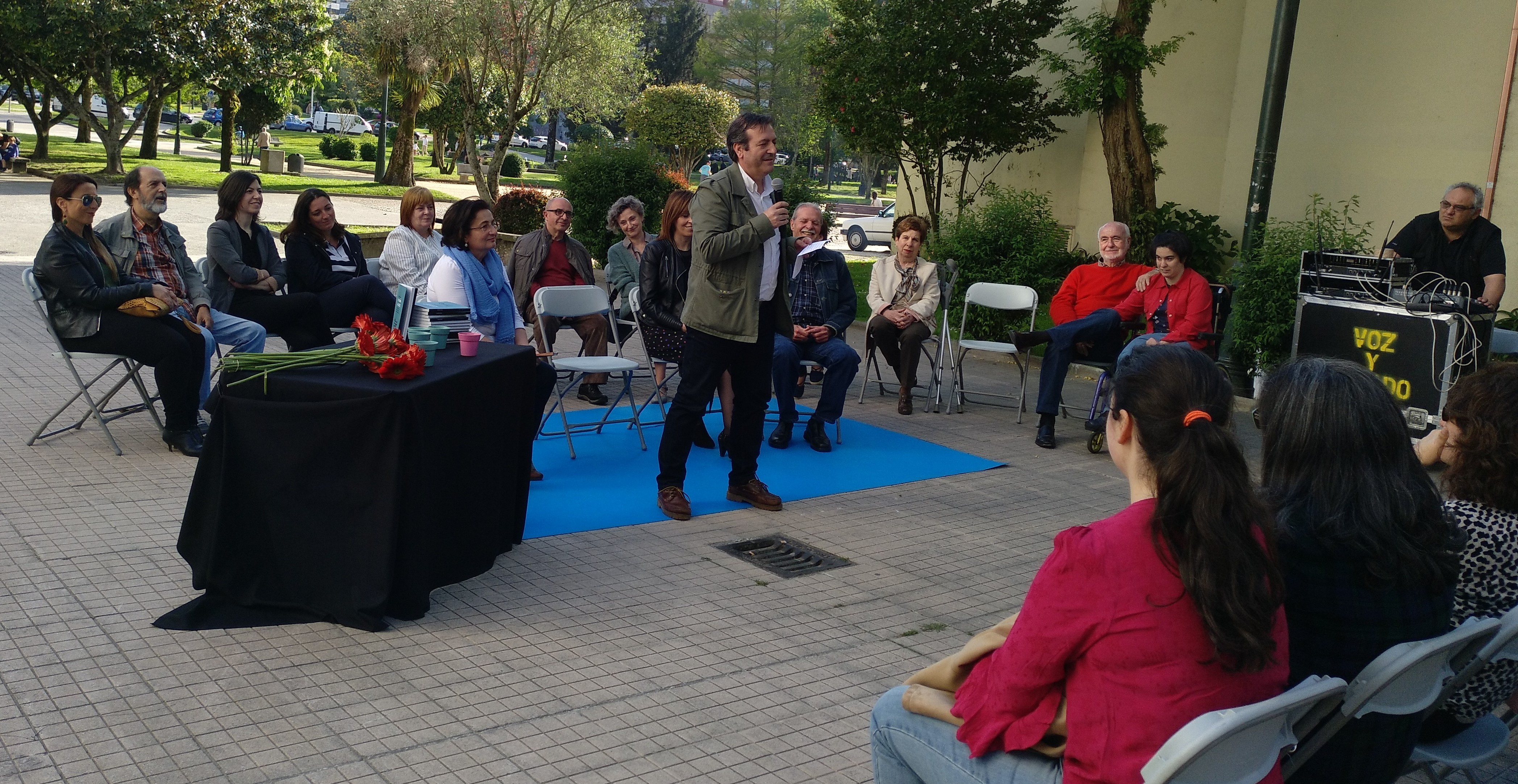
Presentación de "Lo escalón de Olieras...", Pontevedra, 05/05/2018

- Matriarcas. Mulleres en pé de vida. 2012. Autoedición.[14][5]
- Un cesto de mazás. Memoria das vítimas do 36 e do tempo que veu. 2015. Autoedición[15][16][17][18][6]
- As que quedaron, en el libro Do gris ao violeta. Achegas á Historia das mulleres en Pontevedra. 2016. Ayuntamiento de Pontevedra.[19][20][21]
- Invisibles. 2017. Editado por Matriarcas y el Ayuntamiento de Pontevedra.[7]
- O escalón de Ulises. A Pontevedra dos afectos de María Victoria Moreno, a mestra que escribía libros. 2018. Ayuntamiento de Pontevedra.[22]
- A vida incierta. Biografía de Virxinia Pereira. 2020. Ayuntamiento de Pontevedra.[23]

### Libros colectivos
- Do gris ao violeta. Achega á historia das mulleres pontevedresas, 2015. Concello de Pontevedra.
- Pedaleando por Vilagarcia, 2016. O faiado da memoria.
- Somos memoria, 2021. A.C. 28 de agosto.
- O pasado por vir. (coordinadora) VVAA, 2021. Deputación Provincial de Pontevedra.[24]
- Desmontando a propaganda franquista, 2022.
- Gestión feminista del hábitat, 2022. Centro de Investigaciones y Estudios sobre Cultura y Sociedad.
- O pasado por vir II- Un tempo posible, 2023.
- O fardel da memoria de Conde Corbal, 2023. Deputación de Pontevedra.
- Vigo, 1972, 2023. CC.OO.
- A música represaliada, 2023. Deputación de Pontevedra.

### Otras colaboraciones
- Acorda, Cartografía Musical da Memoria Histórica de Pontevedra. Documental. 2021. Deputación de Pontevedra
- Acordamos, Cartografía Musical da Memoria Histórica de Pontevedra. Videoclips. 2023. Deputación de Pontevedra.

## Premios y reconocimientos
- 2018: II Premio de Xornalismo Lueiro Rey, por su artículo "O universo de Carlos", protagonizado por un niño con autismo,[25][26]
- 2023ː Premio SELIC del Ayuntamiento de Santiago de Compostela con Onde habita a tolemia. En la modalidad de ensayo, la autora visibiliza la enfermedad mental y la represión institucional contra las mujeres psiquiatrizadas en  una historia ambientada en una institución mental de Santiago de Compostela.
- 2023: Premio Xohana Torres de ensayo y creación audiovisual por Caídas. Achegamento ao Patronato de protección da muller en Galicia.[27]